# جمشید بسم‌الله
محمدرضا میرآبی معروف به جمشید میرآبی یا جمشید بسم‌الله یکی از فعالان اقتصادی در ایران است که در طی بحران جهش نرخ ارز در ایران در سال ۱۳۹۱ به عنوان عامل اختلال در بازار ارز ایران دستگیر شد.

## زندگی‌نامه
جمشید میرآبی از دبیرستان با دیپلم در رشته علوم تجربی فارغ‌التحصیل شد و سپس به بازار ارز و بورس پا نهاد.

## فعالیت اقتصادی
جمشید میرآبی از سال ۱۳۶۶ تا ۱۳۷۲ در بازار بورس تهران فعالیت می‌کرد. بعداً جمشید بسم الله در پاساژ افشار در خیابان منوچهری تهران به خرید و فروش ارز و سکه بهار آزادی اشتغال داشت. او و پنج برادرش داود، مجید، مسعود، داریوش و حمید همگی در حوزهٔ خرید و فروش ارز و سکه‌های طلا فعال هستند و حجم فعالیت‌های اقتصادی ایشان به روزی یک تا دو میلیون دلار رسیده بود.

## دستگیری
در روز یکشنبه  ۳۰ مهرماه ۱۳۹۱، محمدرضا رحیمی، معاون اول رئیس جمهوری اسلامی ایران، در جمع خبرنگاران از بازداشت جمشید بسم‌الله خبر داد و او را عامل اختلال در بازار ارز ایران دانست. رحیمی ادعا کرد که جمشید بسم‌الله «روی چهارپایه می‌ایستد و قیمت ارز [در ایران] را تعیین می‌کند». هم‌زمان با او، سه برادر دیگرش داود، مجید و مسعود نیز دستگیر شدند اما جمشید به دلیل آن که معاون اول رئیس‌جمهور از او نام برده بود در رسانه‌ها مورد توجه قرار گرفت. جمشید میرآبی دو سال بعد از بازداشت شدن، در مصاحبه‌ای با رادیو فردا گفت که «آقای رحیمی باعث بین‌المللی شدن من شد.»

## نقش در بحران ارز
ادعای مسؤولان دولت یازدهم ایران در خصوص نقش جمشید بسم‌الله در بحران ارز توسط برخی خبرگزاری‌ها به چالش کشیده شده‌ است. برای مثال وقتی بحران مشابهی در فروردین سال ۱۳۹۷ رخ داد، خبرگزاری دانشجو به کنایه احتمال داد که مسئولان دوباره پای جمشید بسم‌الله را به این بحث باز کنند. این در حالی است چند ماه پیش از آن یورونیوز به نقل از رئیس پلیس تهران نوشته بود که «جانشین جمشید بسم‌الله دستگیر شد». فرارو نیز دستگیری جمشید بسم‌الله را در کنترل بازار ارز بی‌اثر دانست